# Valerie Tian
Valerie Tian (* 21. April 1989 in Vancouver) ist eine kanadische Schauspielerin.

## Leben
Valerie Tian ist chinesischer Abstammung. Sie gewann im Jahr 2001 ein Vorsprechen und wurde von der kanadischen Regisseurin Mina Shum für die Rolle der Mindy Lum an der Seite von Sandra Oh für ihr Drama Long Life, Happiness & Prosperity besetzt. Anschließend war Tian in kleineren Statistenrollen in Filmen wie Santa Clause 2 – Eine noch schönere Bescherung und X-Men 2 noch als Statistin zu sehen, bevor sie sich endgültig als Schauspielerin in Filmen wie Juno, Jennifer’s Body – Jungs nach ihrem Geschmack und zuletzt 21 Jump Street etablieren konnte. 

## Filmografie (Auswahl)

### Film
- 2002: Santa Clause 2 – Eine noch schönere Bescherung (The Santa Clause 2)
- 2003: X-Men 2 (X2)
- 2004: Wake of Death
- 2005: Bob der Butler (Bob the Butler)
- 2005: Eine für 4 (The Sisterhood of the Traveling Pants)
- 2007: Juno
- 2007: Meteor – Der Tod kommt vom Himmel (Anna’s Storm)
- 2008: Drillbit Taylor – Ein Mann für alle Unfälle (Drillbit Taylor)
- 2009: Jennifer’s Body – Jungs nach ihrem Geschmack (Jennifer’s Body)
- 2010: Percy Jackson – Diebe im Olymp (Percy Jackson & the Olympians: The Lightning Thief)
- 2010: Werwolf wider Willen (The Boy Who Cried Werewolf)
- 2010: Wie durch ein Wunder (Charlie St. Cloud)
- 2010: Triple Dog
- 2010: Shattered (Fernsehserie, eine Folge)
- 2011: Die Sehnsucht der Falter (The Moth Diaries)
- 2012: 21 Jump Street
- 2013: Scheidungsschaden inklusive (A.C.O.D.)
- 2013: Words & Pictures – In der Liebe und in der Kunst ist alles erlaubt (Words and Pictures)
- 2015: Even Lambs Have Teeth
- 2017: Dead Shack
- 2017: The Lonely Light of Home
- 2017: Moving Parts
- 2020: The Curse of Willow Song

### Fernsehserien
- 2006: Die Geheimnisse von Whistler (Whistler, eine Folge)
- 2007: Aliens in America (zwei Folgen)
- 2007: The L Word – Wenn Frauen Frauen lieben (The L Word, eine Folge)
- 2011–2012: The Secret Life of the American Teenager (sechs Folgen)
- 2012–2013: Arrow (drei Folgen)
- 2014: The 100 (eine Folge)
- 2014: Motive (13 Folgen)
- 2015: Bates Motel (Folge 3x06)
- 2015: Backstrom (Folge 1x05)
- 2016: Supernatural (Folge 11x10)
- 2016, 2020: The Magicians (5 Folgen)
- 2017–2018: Girlfriends’ Guide to Divorce (3 Folgen)
- 2019: iZombie (5 Folgen)